# Coenosia pilifemur
Coenosia pilifemur är en tvåvingeart som beskrevs av Stein 1913. Coenosia pilifemur ingår i släktet Coenosia och familjen husflugor. Inga underarter finns listade i Catalogue of Life.